# Тростянець (дендрологічний парк)
«Тростяне́ць» — дендрологічний парк загальнодержавного значення в Україні (до 1983 року — Державний дендрологічний заповідник «Тростянець» НАН України), парк-пам'ятка садово-паркового мистецтва середини XIX століття. Створений завдяки зусиллям і коштам Івана Михайловича Скоропадського.
Парк розташований у південно-східній частині Чернігівської області, в селищі Тростянець Ічнянського району, у загалом сприятливих для розвитку деревної рослинності кліматичних умовах. Навколо нього простягаються лісозахисні смуги площею близько 350 га.
Площа дендропарку 204,7 га. Статус присвоєно згідно з Постановою Ради міністрів УРСР № 105 від 29.05.1960 року. Перебуває у віданні: Національна академія наук України.
Розпорядженням Уряду України № 73 від 11 лютого 2004 року колекції інтродуцентів рослин, які є основою ландшафтних насаджень, надано статус «Національного надбання України».
Директор парку — Заслужений природоохоронець України, старший науковий співробітник, кандидат біологічних наук Ільєнко Олексій Олексійович.

## Історія парку

### Створення

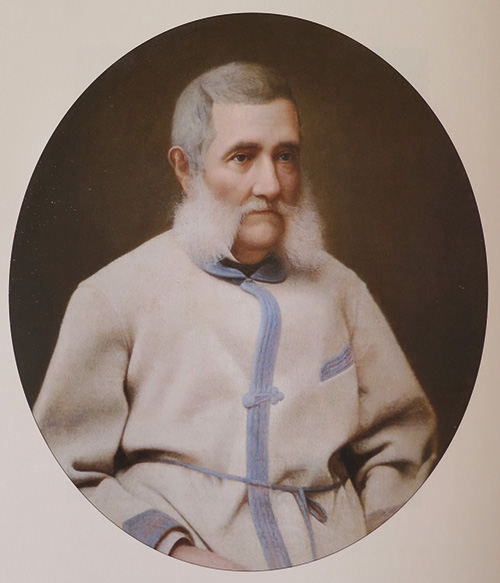
Засновник парку — Iван Скоропадський

Місцевість, вибрана для створення дендропарку, на початку XIX століття була типовою для Лівобережного лісостепу відкритою рівниною, що розсікалась численними незалісненими заболоченими балками. На південній частині цієї території зростав дубовий гай, частина дерев якого, посаджених у кінці XVIII і на початку XIX століття, збереглися і входять до складу паркових ландшафтів. Решта вибраної території використовувалась як сільськогосподарські угіддя.
Садиба, яка включала великий дерев'яний будинок із баштами та чотири флігелі, була споруджена у 1833 році поблизу струмка Тростянець, що був використаний для створення системи ставків. Шляхом поглиблення балок і насипання гребель було створено Великий став, завдовжки 1,3 км і завширшки біля греблі майже 100 м. Він розділив парк посередині з півночі на південь і став його композиційною віссю. З різних сторін біля ставу було створено два менших за розмірами — Лебединий і Куциха, з якими загальна водна поверхня парку перевищила 10 га.
У 1834 році по берегах ставків на площі бл. 20 га зроблені перші посадки деревних рослин крупномірними саджанцями ялини європейської, тополі та інших місцевих видів. Згодом почали висаджувати також саджанці берези, липи, клена, дуба, які використовували в сусідніх лісонасадженнях. Ці рослини з часом практично повністю загинули, крім тих, які були висаджені безпосередньо біля води. Такі результати перших посадок спонукали Скоропадського до створення власного розсадника на території парку. У балці Богівщина в значній кількості почали вирощувати посадковий матеріал як місцевих видів, так і завезених з інших районів. За наявності достатньої кількості посадкового матеріалу посадки почали здійснювати великими суцільними ділянками, які межували із сінокосними галявинами. Це дало досить позитивні результати.
Наприкінці першої половини XIX століття в насадження почали вводити екзотичні види, саджанці яких доставляли із Риги, Петербурга, Парижа, Києва, Нікітського ботанічного саду, акліматизаційного саду Каразіна та інших місць. Не всі вони приживались у нових умовах, але це сприяло для удосконалення акліматизаційної роботи і застосуванню нових засобів, у тому числі шляхом щеплення екзотів на місцеві види — південних дубів на місцевому дубі, кедра сибірського на сосні звичайній тощо. Це дало позитивні результати: паркові насадження почали швидко збагачуватись новими оригінальними формами з незвичайними декоративними властивостями. Одночасно з розвитком паркових ландшафтів виникла необхідність створення захисних насаджень. Це здійснювалось шляхом заліснення степових ділянок розміром від 0,5 до 15 га за межами паркової території. Насадження розміщувались смугами чи компактними галявинами навкруги парку на відстані до 2 км від нього, створюючи захисну зону, розширену з боку переважного напрямку вітрів. Як правило, у більшості цих насаджень домінував якийсь один вид, наприклад сосна, береза, ялина, дуб, але були і змішані насадження, де до місцевих видів додавались екзоти, запас саджанців яких створювався у розсаднику. Так площу захисних насаджень було доведено до 155 га, з яких 100 га займали хвойні види.
З 1858 року почався новий етап у будівництві Тростянецького парку — перетворення рівнинної місцевості на рельєфний ландшафт. Спочатку роботи здійснювались на 5 га, а згодом площу було розширено до 30 га по обох боках від Великого ставу. Керував роботами головний садівник К. Д. Шлінглоф. З метою створення гірського рельєфу на відведених ділянках частково вирубували існуючі насадження, а в місцях, де створювали високі гірки, вони ставали каркасом і повністю засипались землею. У результаті робіт, що проводили близько 30 років, створено гористий рельєф, де висота окремих гірок сягала 35 метрів. Гірки обсаджували деревами, переважно соснами та кущовими видами.
У 1886 році було проведено першу інвентаризацію насаджень парку і складено топографічний план. За її підсумками площа парку становила 170 га, видовий склад налічував 623 види та форми, з них 161 — хвойних, 462 — листяних, у тому числі дуба — 50 видів і форм, клена — 60, ясена — 37, ільмових — 34, липи — 27, берези — 16, тополі — 18, горобини — 17, ялини та ялиці — 51, сосни — 22, туї — 32, ялівцю — 25 видів та форм. Взагалі за цей період ландшафт парку був практично сформований: захисні насадження займали площу 180 га, формування рельєфу безпосередньо на території парку закінчено, прокладено доріжки, встановлено кам'яні та дерев'яні лави й альтанки, скульптури, побудовані малі архітектурні форми, греблі та мости.

### Занепад парку
З кінця XIX століття в історії дендропарку починається період повного занепаду, спричиненого смертю Івана Скоропадського в 1887 році і відомими суспільно-політичними подіями початку і середини XX століття. Факт занепаду достовірно засвідчила інвентаризація насаджень парку 1948 року, коли було виявлено тільки 391 вид і форму, зокрема 70 хвойних і 312 листяних. Істотне значення у такому зменшенні видового і формового складу насаджень мав фактор відсутності протягом тривалого часу компетентного і зацікавленого господаря. Так, у січні 1918 року садибу було зруйновано й упродовж майже двох десятиліть парк був у віданні створеного у Тростянці тваринницького радгоспу. Відповідно до постанови Раднаркому УРСР від 25 березня 1938 року, № 392, головна частина парку була виділена в самостійну господарську одиницю і підпорядкована безпосередньо Наркомзему УРСР, а в 1940 році він став державним заповідником і був підпорядкований Головному управлінню по заповідниках. Цього ж року заповіднику було додано 30 га орної землі для створення розсадника і колекційної ділянки.

### Відродження
З передачею дендропарку до Академії наук УРСР у 1951 році в його історії почався якісно новий період розвитку. Він стає науково-дослідницькою установою, де вивчаються питання інтродукції та акліматизації рослин, реконструкції та відновлення паркових ландшафтів, вегетативного та генеративного розмноження інтродукованих рослин і проводиться ефективна культурно-просвітницька робота. Практично відразу після передачі в Тростянці на площі 11,4 га створюється арборетум, де зібрано майже тисячну колекцію деревних видів, різновидів і форм. Активно розвивається виробничий розсадник, де вирощуються сотні тисяч саджанців різноманітних видів і форм як для потреб власне дендропарку, так і для потреб зеленого будівництва. З часом дендропарк став головним виробником декоративних саджанців для північних регіонів України, а також Росії і Білорусі. Дендропарк використовується і як насіннєва база для постачання зацікавленим структурам насіння екзотичних видів.

## Рослинність
Тепер у «Тростянці» росте понад 400 видів і форм дерев та кущів, у тому числі бл. 75 шпилькових (серед них рідкісні — смерека Фразера, смерека каліфорнійська, ялина канадська, туя велетенська та інші) і велика колекція листяних (зокрема дубів — понад 15 видів, кленів — понад 20, лип — 9).

## Проблеми парку
Як свідчать матеріали систематичних інвентаризацій, існує помітна тенденція до зміни видового складу насаджень, що особливо виражено у змішаних групах, до складу яких входять інтродуковані та місцеві види. Інтенсивна динаміка зміни видового складу характерна також для насаджень, які досягають або вже досягли критичного віку: тут спостерігається зменшення кількості інтродуцентів і збільшення кількості місцевих видів, як-от береза, клен, ясен, липа та інші. Самозасів зазначених видів розповсюджується настільки активно, що може створювати реальну загрозу існуванню менш адаптованих до місцевих умов інтродукованих видів.
Не менш активною проблемою парку є відновлення та реконструкція ландшафтів, що є типовою практично для всіх старовинних парків. Причиною цього є те, що з плином часу в насадженнях з'явилось багато екземплярів дерев, які вже пережили свій оптимальний декоративний вік, досягли критичної вікової межі і практично втратили своє декоративне значення. Кількість таких дерев неухильно збільшується і загальна тенденція стає загрозливою.

## Ювілейна монета

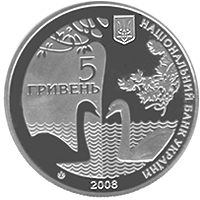
Аверс

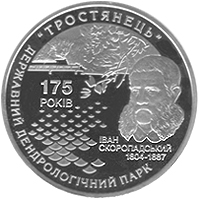
Реверс

15 вересня 2008 року Національний банк України, продовжуючи серію «Флора і фауна України», ввів в обіг ювілейну монету 175 років державному дендрологічному парку «Тростянець» номіналом 5 гривень, присвячену Тростянецькому парку. Монету виготовлено з нейзильберу, категорія якості карбування — «спеціальний анциркулейтед», маса — 16,54 г, діаметр — 35,0 мм, тираж — 45 000 штук. Гурт монети — рифлений.
На аверсі монети розміщено: праворуч на дзеркальному тлі рельєфне зображення лебедя на воді; ліворуч — дзеркальне зображення лебедя на рельєфному тлі води, над ним — номінал 5/ГРИВЕНЬ, угорі праворуч — малий Державний герб України, півколом напис — НАЦІОНАЛЬНИЙ БАНК УКРАЇНИ (праворуч), унизу — рік карбування монети 2008 та логотип Монетного двору Національного банку України.
На реверсі монети на тлі стилізовано зображеного ставка і парку праворуч розміщено скульптурний портрет його засновника та напис під ним ІВАН/СКОРОПАДСЬКИЙ/ 1804—1887, ліворуч — 175/РОКІВ, по колу — напис: ДЕРЖАВНИЙ ДЕНДРОЛОГІЧНИЙ ПАРК (ліворуч), «ТРОСТЯНЕЦЬ» (угорі).
Художники — Володимир Таран, Олександр Харук, Сергій Харук. Скульптори — Святослав Іваненко, Володимир Атаманчук.

## Могила засновника парку
Бурхлива і трагічна історія України сприяла як розпорошенню культурного надбання країни, так і відсутності збережених поховань історичних діячів. Тростянецький дендрологічний парк — одне з небагатьох місць України, де випадково збереглося поховання колишнього володаря парку — Івана Скоропадського. На надгробку напис (російською):
Любезный прохожий! Сад, в котором ты гуляешь, насажен мною. Он служил мне утешением в моей жизни. Если ты заметишь беспорядок, ведущий к уничтожению его, то скажи об этом хозяину сада: ты сделаешь доброе дело.